# Бани
Бани (на френски: Bani) е река в Мали, най-голям десен приток на река Нигер. Дължина 430 km (заедно с лявата съставяща я река Бауле 920 km), площ на водосборния басейн 110 000 km². Река Бани се образува на 281 m н.в. от сливането на реките Бауле (490 km, лява съставяща) и Багое (350 km, дясна съставяща), извиращи от Северногвинейските възвишения на територията на Кот д'Ивоар. По цялото си протежение Бани тече предимно в североизточна посока, успоредно на река Нигер през обширни равнинни райони, като наклонът ѝ е много малък – едва 0,04 m/km. В района на град Джене започва обща с река Нигер зона на обширни разливания, като се образува т.нар. Вътрешна делта на Нигер и това е обширно пространство, заливана ежегодно и пресечено от многочислени ръкави и протоци. Влива се отдясно в река Нигер, на 262 m н.в. при град Мопти. Основни притоци: леви – Бауле; десни – Багое, Банифинг, Коба, Пекадузу. Оттокът на реката варира в големи граници, през различните сезони, като максимума е през есента. 
. При високи води реката е частично плавателна за плитко газещи речни съдове. Цялата долина на Бани е гъсто населена поради благоприятния климат и релеф.
Със съдействието на Африканската банка за развитие са разработени проекти за язовири – проект от 2006 г. за язовир близо до град Сан и от 2009 – за язовир близо до град Джене. Целите на проектите са да се овладеят наводненията при есенните максимуми на реката и да се осигури достатъчно вода за населението през останалия период.